# Rệp ngô
Rệp ngô hay rệp lá ngô hay rệp cờ hại ngô (Danh pháp khoa học: Rhopalosiphum maidis; trước đây là Aphis maydis) là một loài rệp trong họ rệp Aphididae, chúng chuyên ký sinh và hại cây ngô, chúng là đối tượng hại quan trọng đối với người trồng ngô. Đôi khi loài dịch hại này rất trầm trọng đối với cây ngô ở nhiều vùng trồng ngô, nhất là vào những thời điểm thời tiết có ẩm độ cao trong năm. Rệp chủ yếu hại lá ngô. Khi ngô trỗ cờ, rệp chích hút dịch lá bao cờ, làm lá bạc trắng và bao phấn bị khô dẫn đến thiếu phấn. Rệp còn hại râu ngô làm râu bị khô không có khả năng thụ phấn

## Đặc điểm
Rệp ngô sinh sản theo lối đơn tính và đẻ con. Trong quần thể rệp thường thấy nhiều loại hình: Rệp cái không cánh, rệp cái có cánh và rệp con. Rệp trưởng thành có hai loại hình, rệp có cánh và rệp không cánh dài 1,5 - 2,3 mm, màu vàng nhạt hoặc xanh xám, cơ thể hình bầu dục, thân mềm. Chân và tuyến tiết sáp ngắn, màu xanh đen. Rệp cái có cánh có đầu, ngực màu đen và bụng màu xanh. Rệp non màu xanh sáng, chân và tuyến tiết sáp giống như trưởng thành có màu đen. 

## Biến thái
Rệp non trải qua 7 - 10 lần lột xác mới thành rệp trưởng thành. Một năm có từ 7 - 10 lứa. Rệp là loài ưa ẩm, xuất hiện trên đồng ruộng vào khoảng tháng 10, 11 phát triển nhiều trong tháng 1, tháng 2 lúc ẩm độ không khí cao. Từ tháng 4 trở đi số lượng rệp giảm dần. Trong mùa hè chỉ thấy rệp xuất hiện lẻ tẻ. Những ruộng gieo dầy, ẩm độ không khí cao rệp phát triển mạnh. Đầu vụ ngô đông xuân, rệp cái có cánh từ các cây ký chủ bay tới các ruộng ngô. Ở đây rệp tiếp tục sinh sản và phát triển. Rệp non lớn lên gây hại trên cây ngô. Thiên địch của rệp là một số loài bọ rùa và ấu trùng ruồi Sirphus sp.

## Phá hoại
Rệp hút nhựa ở trên nhiều bộ phận của cây như lá non, bông cờ, lá bi, nõn ngô, bẹ lá làm cho cây ngô mất hết dinh dưỡng, cây trở nên còi cọc, yếu ớt, bắp bé đi, hoặc không hình thành bắp nếu bị hại từ giai đoạn cây còn nhỏ, chất lượng hạt xấu kém. Rệp phá hại làm giảm năng suất và phẩm chất ngô rõ rệt. Ngoài cây ngô chúng còn có nhiều loại cây ký chủ khác như: kê, cao lương, mía, cỏ trồng làm thức ăn cho gia súc.. Mặt khác chúng còn là môi giới truyền virus gây một số bệnh cho cây bắp như bệnh vàng lùn, bệnh khảm lá, bệnh đỏ lá.